# Clarence (Neuseeland)
Clarence (Māori: Waiautoa „Schnelles Wasser“) ist eine kleine Siedlung im Kairoura District auf der Südinsel von Neuseeland.

## Namensherkunft
Die Siedlung wurde vermutlich nach dem Duke of Clarence, später Wilhelm IV. benannt.

## Geographie
Die Siedlung liegt rund 34 km nordöstlich von Kaikoura an der Mündung des Waiau Toa / Clarence River in den Pazifischen Ozean.

## Geschichte
In der Gegend siedelten bereits vor dem 12. Jahrhundert Angehörige des Volkes der Waitaha, diese wurden im 16. Jahrhundert durch die von der Nordinsel kommenden Kāti Māmoe verdrängt, diese wiederum wurden durch die Ngāi Tahu im 17. Jahrhundert besiegt und zogen nach Süden.
Die Siedlung entstand um einen 1862 eingerichteten Fähranleger mit Übernachtungsgelegenheiten.

## Infrastruktur
Durch die Siedlung führt der New Zealand State Highway 1 und die Eisenbahnlinie des South Island Main Trunk Railway, die einen Haltepunkt in Clarence hat.

## Schiffsunglück
Am 11. April 1886 lief das Schiff Taiaroa vor der Mündung des Clarence River in den Pazifischen Ozean auf Grund. Von den 48 an Bord befindlichen Passagieren und Besatzungsmitgliedern wurden nur 18 gerettet. Die 30 Opfer des Schiffsunglücks wurden hinter der Kirche in Clarence bestattet.